# Geoff Nicholls
Geoff Nicholls (Birmingham, 29 febbraio 1948 – 28 gennaio 2017) è stato un tastierista e chitarrista britannico.
È conosciuto per la sua lunga militanza nei Black Sabbath, a partire dagli anni ottanta fino agli inizi del 2000.

## Biografia
Nativo di Birmingham (Gran Bretagna), Geoff Nicholls iniziò la sua carriera negli anni sessanta come chitarrista in alcuni gruppi della sua città. Nel 1968 esordì come tastierista nel gruppo di rock psichedelico The World of Oz, mentre l'anno successivo si unì ai Johnny Neal & the Starliners.
Nel 1974 Nicholls si unì a un gruppo metal di Birmingham chiamato Bandylegs, che in seguito assumerà la denominazione di Quartz. Con questo gruppo Nicholls registrerà un album (prodotto dal chitarrista dei Black Sabbath Tony Iommi e pubblicato nel 1977), che segnerà l'esordio discografico del gruppo e parteciperà in seguito a diversi tour di supporto per aprire i concerti di diverse band heavy metal e NWOBHM.
Nel 1979 Nicholls abbandonerà i Quartz per unirsi ai Black Sabbath che lo avevano contattato dopo l'abbandono di Ozzy Osbourne. Inizialmente ingaggiato come bassista in sostituzione di Geezer Butler che aveva abbandonato temporaneamente il gruppo, si spostò in seguito alle tastiere, suonando però in alcune occasioni la chitarra (durante alcune date dei tour Headless Cross e Tyr) o il basso (durante un concerto di beneficenza nel maggio del 1988). Il primo album con i Black Sabbath fu Heaven and Hell, che mostrava sonorità molto differenti dal periodo con Osbourne, dovute anche alla presenza delle tastiere di Nicholls che negli album seguenti acquisiranno sempre più importanza fino a diventare un elemento fondamentale a livello compositivo.
Anche se facente parte del gruppo, Nicholls è stato riconosciuto fino al 1983 (anno della pubblicazione dell'album Born Again) come membro esterno e durante i concerti suonava nel backstage e non sul palco insieme agli altri membri. Solamente nel 1986, anno di uscita dell'album Seventh Star, Nicholls verrà considerato come membro ufficiale potendo così comparire sul palco durante i concerti assieme agli altri membri del gruppo. Durante alcune date del tour di Seventh Star, Nicholls "presterà" la sua voce a Glenn Hughes (a causa del pessimo stato della voce del cantante che aveva rischiato di deteriorarsi a causa di un pugno ricevuto dal manager dei Sabbath Don Arden durante una rissa), che canterà in playback sopra la voce del tastierista.
Nicholls perderà il suo "status" di membro ufficiale nel 1991, quando i Black Sabbath si riunirono con la formazione dell'album Mob Rules per dar vita a Dehumanizer (anche se partecipò, comunque, alla creazione dell'album) e lo riacquisterà dal 1993 fino al 1996. La sua collaborazione con il gruppo terminerà sul finire del 2000, al momento in cui venne contattato Adam Wakeman (tastierista della band di Ozzy Osbourne e figlio di Rick Wakeman) al suo posto e con il quale vennero intrapresi dei tour nel 2004 e 2005.
Nicholls collaborava con il cantante Tony Martin, anch'egli ex membro dei Black Sabbath.
É morto il 28 gennaio 2017 a causa di un carcinoma del polmone; la notizia è stata confermata da Tony Iommi, il fondatore dei Black Sabbath.

## Discografia

### Quartz
- 1977 - Quartz

### Black Sabbath
- 1980 - Heaven and Hell
- 1981 - Mob Rules
- 1983 - Born Again
- 1986 - Seventh Star
- 1987 - The Eternal Idol
- 1989 - Headless Cross
- 1990 - Tyr
- 1992 - Dehumanizer
- 1994 - Cross Purposes
- 1995 - Forbidden